# Lagnöviken
Lagnöviken är en bebyggelse i Trosa kommun. Lagnöviken är beläget direkt söder om Trosa. SCB avgränsade här mellan 1990 och 2020 en småort. Vid avgränsningen 2020 hade antalet bofastas ökat så den då klassades som en tätort. Vid avgränsningen 2023 blev den dock åetr klassad som småort.

## Befolkningsutveckling
| Befolkningsutvecklingen i Lagnöviken 1990–2020 | Befolkningsutvecklingen i Lagnöviken 1990–2020 | Befolkningsutvecklingen i Lagnöviken 1990–2020 | Befolkningsutvecklingen i Lagnöviken 1990–2020 | Befolkningsutvecklingen i Lagnöviken 1990–2020 |
| ---------------------------------------------- | ---------------------------------------------- | ---------------------------------------------- | ---------------------------------------------- | ---------------------------------------------- |
|                                                |                                                |                                                |                                                |                                                |
| År                                             |                                                |                                                | Folkmängd                                      | Areal (ha)                                     |
| 1990                                           | 1990                                           |                                                | 151                                            | 27#                                            |
| 1995                                           | 1995                                           |                                                | 149                                            | 29#                                            |
| 2000                                           | 2000                                           |                                                | 157                                            | 29#                                            |
| 2005                                           | 2005                                           |                                                | 173                                            | 30#                                            |
| 2010                                           | 2010                                           |                                                | 149                                            | 30#                                            |
| 2015                                           | 2015                                           |                                                | 166                                            | 91#                                            |
| 2020                                           | 2020                                           |                                                | 201                                            | 96                                             |
| Anm.: # Som småort.                            |                                                |                                                |                                                |                                                |